# Lijst van Surinaamse parlementsleden
Dit is een lijst van Surinaamse parlementsleden. In Suriname is het parlement De Nationale Assemblée.

## Lijst
De volgende lijst is nog niet compleet.
NPS
- Henck Arron (1987 -
- Rufus Nooitmeer (1987 -
- Otmar Rodgers (1987 - 2010)
- Arti Jessurun (1987 -
- Adiel Kallan (1987 - 2010)
- Humphrey Hildenberg (1987 -
- Ruth Wijdenbosch (1987 - 2015)
- R.L. Waarde (1987 -
- Hugo Pinas (1987 -
- Runaldo Druiventak (1987 -
- D. Roepram (1987 -
- I.Y. Esajas (1987 -
- C.O. Blackson (1987 -
- Benny Kletter (1987 -
- Arnold Kruisland (1987 -
- Kortencia Sumter-Griffith
- Wim Bakker (2000 - 2005)
- Arnold Kruisland
- Harold Bendt
- Ronaid Thomas
- Cornelis Kingswijk
- Ronald Karwofodi (1991 - 2005)
- Percy Stijfmeyer
- Lision Wens
- Walter Bonjaski (2000 - 2005)
- Ludwig Fonkel
- Ewald Joemrati
- Leendert Abauna (1991 - 2010)
- Orphue Marengo
- Frankel Brewster (2005 - 2010)
- Carmelita Ferreira (- 2010)
- Ortwin Cairo
- Ronald Venetiaan (2010 - 22 november 2013)
- Hesdy Pigot (22 november 2013 - 2015)
- Patrick Kensenhuis (2010 - 2015)
- Arthur Tjin-A-Tsoi (2010 - 2015)
- Marlon Budike (4 december 2018 - 2020)
- Gregory Rusland (30 juni 2015 - heden)
- Patricia Etnel (30 juni 2015 - heden)
- Ivanildo Plein (30 juni 2020 - heden)

SPA
- Fred Derby
- Robby Berenstein (2000-2005)
- Heinrich Rozen (2000-2005)
- Soesila Angoelal (2000-2010)
- Guno Castelen (2005-2015)

DNP 2000
- Jules Wijdenbosch (2000-2010)
- Yvonne Raveles-Resida (2000-2010)
- Harriët Ramdien (2005-2010)

PALU
- Anton Paal (2000-2005, 2010-2016)
- Cleon Gonsalves (2016-2020)
- Henk Ramnandanlal (2010-2015)

VHP
- Ramdien Sardjoe (1964-2005)
- Jules Ajodhia (2005-
- Mahinder Rathipal (2000-2015)
- Sharmila Mangal-Mansaram (2000
- Maurits Hassankhan
- Randjkoemar Randjietsingh (1996-2015)
- Mohamed Mahawatkhan (2000-2005)
- Ramlal Mahabier (2000-2005)
- Kaulessar Matai (2000-
- Mahinder Jogi (2000-heden)
- Chandernath Tilakdharie
- Asis Gajadien (2010-heden)
- Sheilendra Girjasing (2010-2018)
- Lekhram Soerdjan (2010-2015)
- Ganeshkoemar Kandhai (2010-2015)
- Chan Santokhi (2010-2020)
- Riad Nurmohamed (2015-2020)
- Dewanchandrebhose Sharman (2015-heden)
- Krishnakoemarie Mathoera (2015-2020)
- Djoties Jaggernath (2015-2020)
- Jitendra Kalloe (2015-2020)